# Dioscorea birschelii
Dioscorea birschelii är en enhjärtbladig växtart som beskrevs av Hermann August Theodor Harms och Reinhard Gustav Paul Knuth. Dioscorea birschelii ingår i släktet Dioscorea och familjen Dioscoreaceae. Inga underarter finns listade i Catalogue of Life.